# Robby Ginepri
Robby Ginepri (Fort Lauderdale, Florida,  1982. október 7. –) amerikai hivatásos teniszező. Szülei luxemburgi származásúak. Eddigi pályafutása során 3 egyéni ATP-tornát nyert meg. 2005-ben bejutott a US Open elődöntőjébe, ez a legjobb eredménye Grand Slam-tornákon.

## ATP döntői

### Egyéni

#### Győzelmei (2)
| Tornagyőzelmek (egyéni) |
| Grand Slam (0)          |
| Tennis Masters Cup (0)  |
| ATP Masters Series (0)  |
| ATP Tour (3)            |

| No. | Dátum            | Helyszín                       | Borítás | Ellenfél a döntőben | Eredmény a döntőben    |
| 1.  | 2003. július 14. | Newport, Egyesült Államok      | Fű      | Jürgen Melzer       | 6–4, 6–7(3), 6–1       |
| 2.  | 2005. július 24. | Indianapolis, Egyesült Államok | Kemény  | Taylor Dent         | 4–6, 6–0, 3–0 feladta. |
| 3.  | 2009. július 19. | Indianapolis, Egyesült Államok | Kemény  | Sam Querrey         | 6-2, 6-4               |

### Páros

#### Elvesztett döntői (1)
| No. | Dátum            | Helyszín                       | Borítás | Partner     | Ellenfelei a döntőben  | Eredmény a döntőben |
| 1.  | 2003. július 27. | Indianapolis, Egyesült Államok | Kemény  | Diego Ayala | Mario Ančić / Andy Ram | 6-2 6-73 5-7        |